# Gabriel Popescu
Gabriel Popescu, romunski nogometaš, * 25. december 1973, Craiova, Romunija.
Za romunsko reprezentanco je odigral 14 uradnih tekem in dosegel en gol.